# Hirnîkî, Ratne
Hirnîkî (în ucraineană Гірники) este localitatea de reședință a comunei Hirnîkî din raionul Ratne, regiunea Volînia, Ucraina.

## Demografie
Componența lingvistică a localității Hirnîkî
     Ucraineană (99,47%)
     Alte limbi (0,54%)
Conform recensământului din 2001, majoritatea populației localității Hirnîkî era vorbitoare de ucraineană (99,47%), existând în minoritate și vorbitori de alte limbi.